# Université de Man
L’Université de Man (U-Man) est une université publique ivoirienne située à l'ouest de la Côte d'Ivoire dans la région du Tonpki précisément dans la ville de Man.
L’université offre des formations dans les domaines des sciences de la terre et de l’atmosphère, des mines, de l’énergie, de la métallurgie, de la mécanique, de la maintenance industrielle et des sciences des matériaux.

## Historique
Créée par décret 02015-776 du 9 décembre 2015, l’Université de Man est un établissement public administratif d’enseignement supérieur et de recherche pluridisciplinaire qui a pour mission principale d’assurer la formation des cadres scientifiques et techniques spécialistes du développement local rural et communautaire. L’Université de Man ouvre officiellement ses portes en 2017. Elle s’inscrit dans la politique de décentralisation des universités (PDU) entreprise par l’Etat de Côte d'Ivoire depuis 2011. Dès son ouverture, elle accuielle plus de 320 étudiants en tronc commun des sciences biologie, géologie et minières, 49 étudiants en maths, informatique, physique et chimie et 60 dans les écoles préparatoires. Elle vise, à terme, un effectif de 20 000 étudiants.

## Construction
Un coût global de construction estimé à environ 184 milliards de FCFA, l'Université de Man dispose de plusieurs bâtiments R+2 regroupant les bureaux administratifs, salle de travaux pratiques, travaux dirigés, d'une infirmerie, d'une salle informatique, plusieurs amphithéâtres,. 

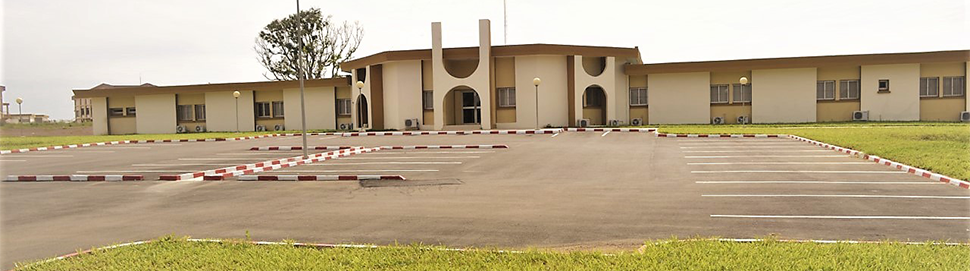

## Organisation
L’Université de Man regroupe:
05 Unités de Formation et de Recherche (UFR):
- UFR des sciences et de la technologie ;
- UFR des sciences géologiques et minières ;
- UFR d’ingénierie agronomique, forestière et environnementale ;
- UFR des sciences médicales.

04 grandes écoles:
- Ecole des Mines et de l’Énergie ;
- Ecoles de la métallurgie et des matériaux ;
- Ecole de la Mécanique, de l’Electronique et de la Maintenance ;
- Ecole de la Formation continue de l’Université de Man ;
- Ecole aux classes préparatoires d’entrée dans les grandes écoles de Man.

01 centre de recherche:
- Le Centre de Géopolitique de l’Energie

01 institut de recherche:
- L’Institut de Développement du District des Montagnes.

## Etudiants internationaux
L'Université de Man annonce officiellement le recrutement des étudiants internationaux pour ses classes préparatoires et ses grandes écoles d'ingénieur dès la rentrée académique 2023-2024. 